# Calcescisto
Il calcescisto è una roccia metamorfica in facies scisti verdi, prevalentemente di più basso grado, formata da calcite a cui si associano, in quantità variabili, miche chiare (muscovite, fengite, paragonite) ± biotite ± quarzo . Può essere più o meno intensamente scistoso in funzione del contenuto di fillosilicati. Può sfumare da una parte verso i marmi micacei e dall'altra verso filladi e micascisti. Queste rocce, infatti, sono spesso associate ai calcescisti. Anche il colore è variabile: generalmente da grigio chiaro a quasi nero, può avere sfumature verdi per la presenza di fengite o clorite e giallo crema per effetto dell'alterazione superficiale.

## Caratteristiche
Secondo le indicazioni dello IUGS (International Union of Geological Sciences)  questo termine, coniato da Brongniart nel 1813, è da considerare obsoleto e andrebbe sostituito da carbonate-silicate schist - che in italiano si può tradurre in scisto a carbonati-silicati -  se i carbonati sono inferiori al 50% in volume e  da marmo scistoso impuro se i carbonati superano il 50%. 
Oltre ai succitati minerali, i calcescisti possono contenere in quantità accessorie tormalina, epidoti, tremolite (se il protolito conteneva della dolomite), clorite, plagioclasio e granato. In alcuni calcescisti la presenza di materiale carbonioso grafitizzato conferisce loro un colore molto scuro. La struttura dei calcescisti è da scistosa a gneissica, la tessitura  è grano-lepidoblastica.

A causa della presenza della calcite, solubile in acque debolmente acide, queste rocce si presentano in superficie più o meno corrose e spesso con aspetto cavernoso. Questo aspetto consente spesso di distinguerle dalle altre rocce metamorfiche con cui sono a contatto. Inoltre si sbriciolano più facilmente, spesso con le sole mani, di altri scisti non carbonatici. Per questo danno talora origine a estesi sfasciumi alla base delle pareti rocciose.

## Origine e distribuzione dei calcescisti nelle Alpi
Nelle Alpi il termine calcescisti ha una lunghissima tradizione d'uso  ed è stato utilizzato per definire una formazione metamorfica che costituisce una buona parte delle Alpi Occidentali: la Formazione dei calcescisti con pietre verdi o Zona Piemontese, ossia l'insieme delle rocce che costituivano in origine il fondo marino dell'Oceano Ligure-Piemontese. I depositi che per metamorfismo hanno dato origine ai calcescisti erano dei sedimenti calcarei impuri (da calcari argillosi ad argille calcaree) depositatisi in mare profondo (scarpata continentale e pavimento oceanico) e poi coinvolti, insieme alla sottostante crosta oceanica, nella subduzione dell'oceano al di sotto della placca africana. Oggi contornano e imballano le diverse falde di ricoprimento dell'edificio alpino. Oltre che nelle Alpi Occidentali, i calcescisti affiorano intorno alla falda della Margna, nelle Alpi orientali (nelle due finestre tettoniche dell'Engadina e degli Alti Tauri) e nelle falde delle Prealpi Svizzere. Calcescisti associati ai marmi si trovano anche nelle Alpi Apuane.

## Età dei calcescisti alpini
Grazie alla scoperta di rari fossili, mal conservati ma ancora riconoscibili, da parte del geologo rilevatore Secondo Franchi alla fine dell'Ottocento fu possibile datare i protoliti dei calcescisti al Mesozoico e in particolare al Giurassico inferiore. I resti comprendono Belemniti, Terebratule e articoli di Crinoidi. Il metamorfismo che successivamente li ha interessati comprende una fase di alta pressione durante la subduzione (facies scisti blu/eclogiti con pressioni massime di 2 GPa) e una successiva fase di bassa pressione (~0,5 GPa) in facies scisti verdi durante il successivo sollevamento. Quest'ultima ha quasi completamente sostituito le paragenesi di alta pressione. Le datazioni radiometriche della prima fase Nelle Alpi Occidentali variano tra i 60 e i 40 Ma e quelle della seconda tra 40 e 35 Ma.

## Uso dei calcescisti
Data la loro facile suddivisibilità in lastre piane, in molte località alpine i calcescisti sono usati per la copertura dei tetti.